# Jeff Fuller (Musiker)
Jeff Fuller (* um 1960) ist ein US-amerikanischer Jazzmusiker (Kontrabass, E-Bass, Komposition) und Musikpädagoge.

## Leben und Wirken
Fuller studierte am Yale College; den Masterabschluss erwarb er in Komposition an der Yale School of Music, wo er bei Bülent Arel studierte. Er arbeitete ab den 1970er-Jahren mit Bruno De Filippi, Don Friedman, Don Lanphere, Lou Donaldson, Mose Allison, Dizzy Gillespie, Jo Jones, Gerry Mulligan und Clark Terry; außerdem wirkte er bei Aufnahmen von Allen Lowe mit. Daneben leitet er das Jazztrio Sambeleza, tourte mit Paquito D’Rivera, Daniel Ponce, Orlando „Puntilla“ Ríos und Hilton Ruiz. Er komponierte und arrangierte für die Salsaband Irazú und schrieb Auftragskompositionen für das New Haven Symphony Orchestra, Hartford Symphony Orchestra und Meet the Composer. Unter eigenem Namen legte er das Album The Call from Within (2014) mit eigenen Kompositionen vor, gefolgt von Shoreline Blues (2016). Im Bereich des Jazz war er zwischen 1979 und 2014 an 43 Aufnahmesessions beteiligt. Fuller unterrichtete Komposition und Jazztheorie am ACES-Educational Center for the Arts in New Haven; Gegenwärtig leitet er das Premier Jazz Ensemble an der Neighborhood Music School und unterrichtet an der Yale School of Music. Des Weiteren gab es auch noch ein Single von ihm: i0i0 [IOIO]

## Diskographische Hinweise
- Tony Purrone, Jeff Fuller, Frank Bennett: Expansion (Quadrangle Music, 1979)
- Allen Lowe with Julius Hemphill, Don Byron, Jeff Fuller, Ray Kaczynski: At the Moment of Impact... (Fairhaven Records, 1990)
- Allen Lowe and The American Song Project Featuring Roswell Rudd: Dark Was the Night, Cold Was the Ground (Music & Arts Program of America, 1993)